# Fino Mornasco
Fino Mornasco es una localidad y comune italiana de la provincia de Como, región de Lombardía, con 9.188 habitantes.

## Evolución demográfica
| Gráfica de evolución demográfica de Fino Mornasco entre 1861 y 2011 |
|                                                                     |
| Fuente ISTAT - elaboración gráfica de Wikipedia                     |